# A Fővárosi Állat- és Növénykert Bagolyvára
A Bagolyvár a budapesti Fővárosi Állat- és Növénykert egyik épülete, mesterséges várrom.

## Története
Sokan a Budapest Állatkert legrégebbi máig álló épületének tartják a Bagolyvárat, azonban ez csak bizonyos fenntartásokkal igaz. Valóban, az 1866-os első megnyitóra épült fel a Bagolyvár, azonban a kert maitól eltérő helyszínén, ahol napjainkban az úgynevezett Szarvasház áll. Tervezője a korszak két ismert építésze, Koch Henrik és Szkalnitzky Antal volt.
Közel fél évszázados használat után, az 1910-es évekbeli nagy átalakításkor a régi épületeket elbontották. A többi épülettől eltérően a Bagolyvárra a későbbiekben is igényt tartott az Állatkert vezetősége, ezért részeire szedték csak szét, majd – kissé módosított formában (egyes források szerint Kós Károly és Zrumeczky Dezső tervei alapján) – mai helyén ismét felépítették 1912-re. 
A II. világháborúban súlyos károkat szenvedett, ezért a háborút követően kitatarozták. 1983–1988 között nagyobb átépítésre került sor az eredeti épületrészek megtartásával, majd 1997-ben ismét átalakították, hogy az itt bemutatott állatoknak jobb körülményeket biztosítsanak. Alsó részén meghagytak emléknek egy üres régi ketrecet.

## Neve, állatai
A Bagolyvár egy mesterséges várom (falába még ágyúgolyókat is befalaztak a hiteles hatás kedvéért), amelyben a korai időkben valóban baglyokat, hollókat, varjakat, sakálokat, és hiénákat tartottak. Ennek az volt az oka, hogy úgy vélték, ezek az állatok valóban ilyen helyek közelében élnek.
Később erdei kutyákat, a mosómedvéket és a farkasok tartottak a Bagolyvárhoz tartozó részeken. Napjainkban csókák, vízi madarak, muflonok láthatók itt.
A Bagolyvár közvetlen közelében épült az 1980-as években a Vízparti élet háza, és egyéb létesítmények (pl. „farkastanya”).

## Képtár

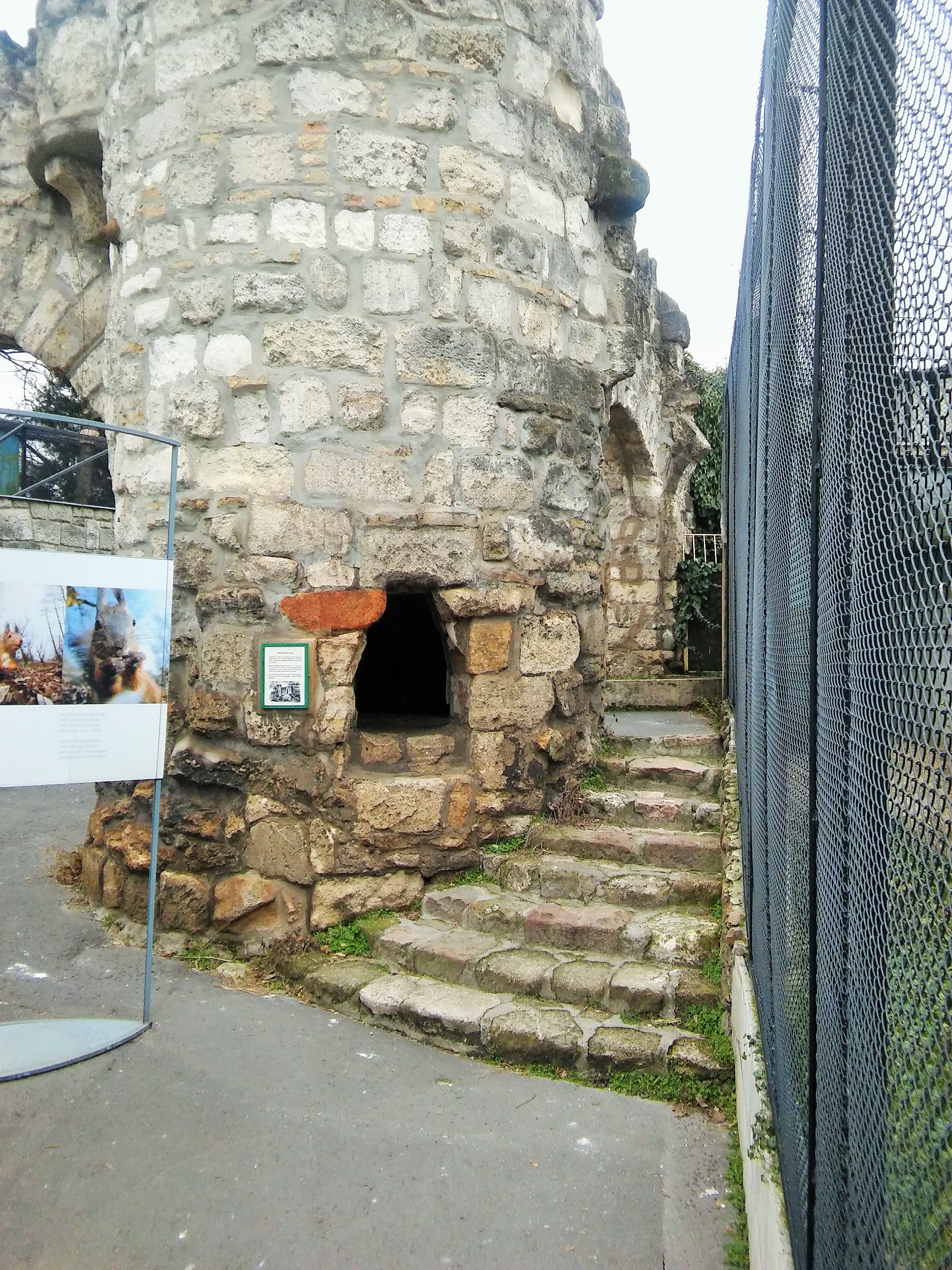
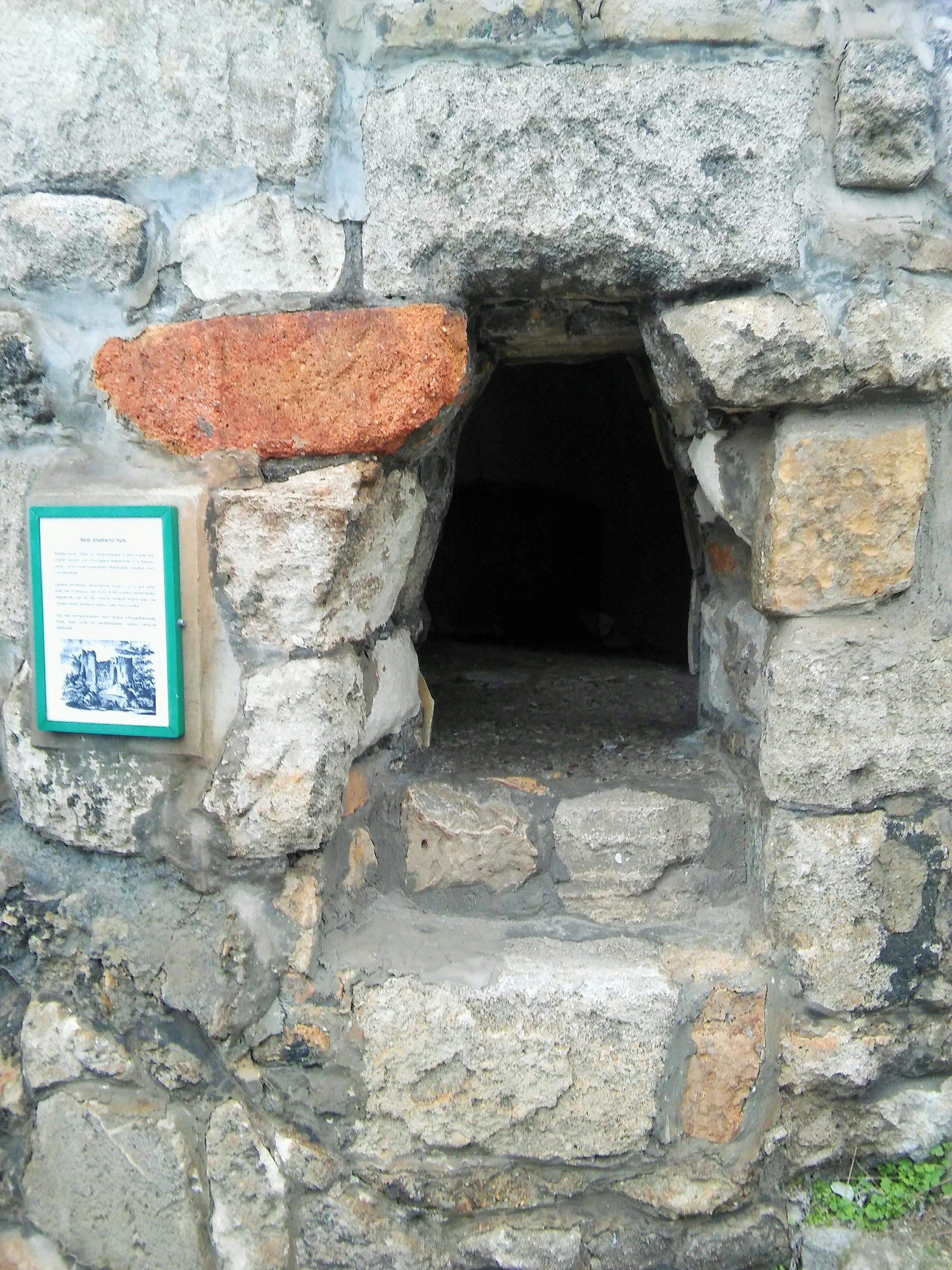
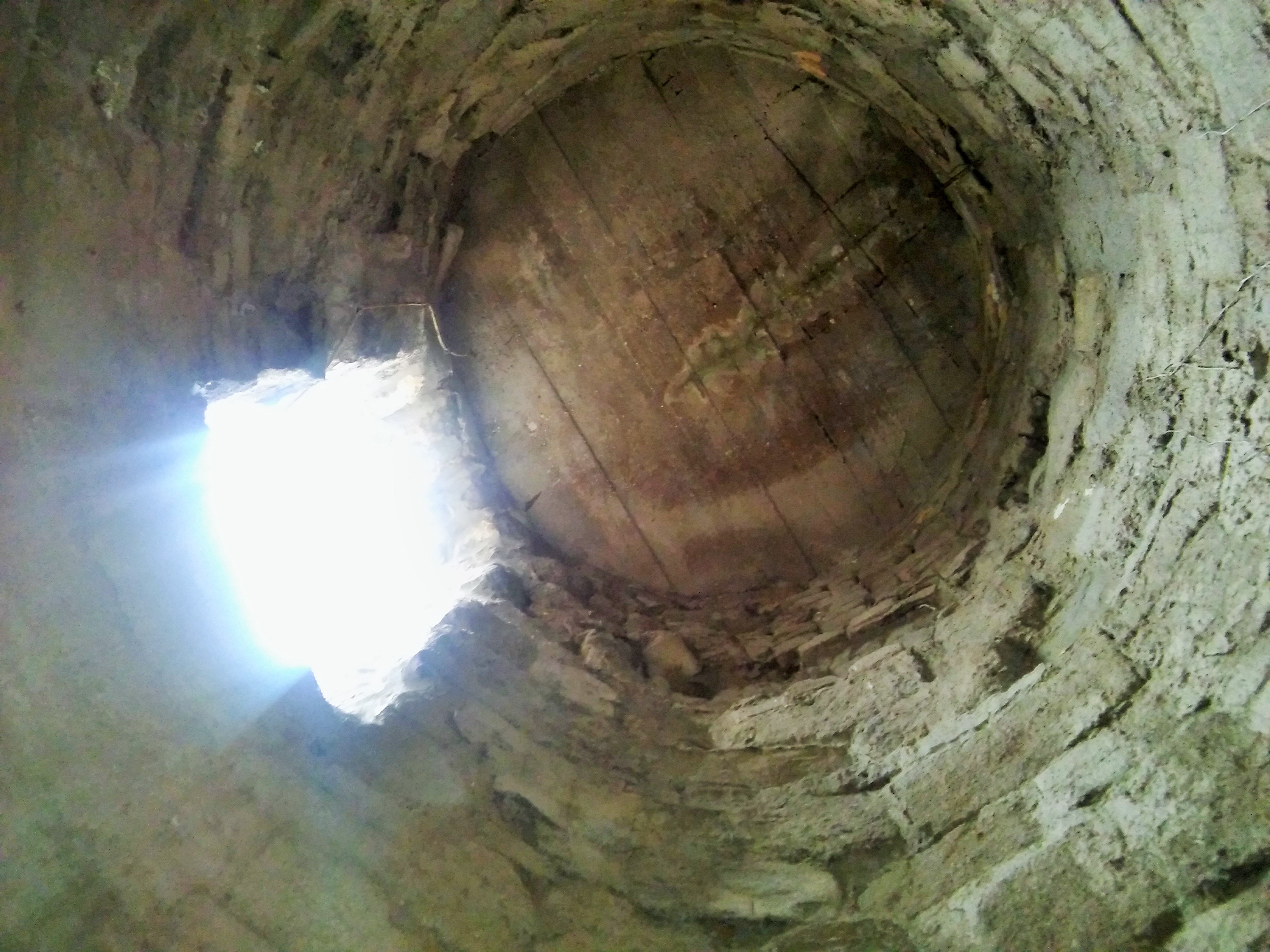
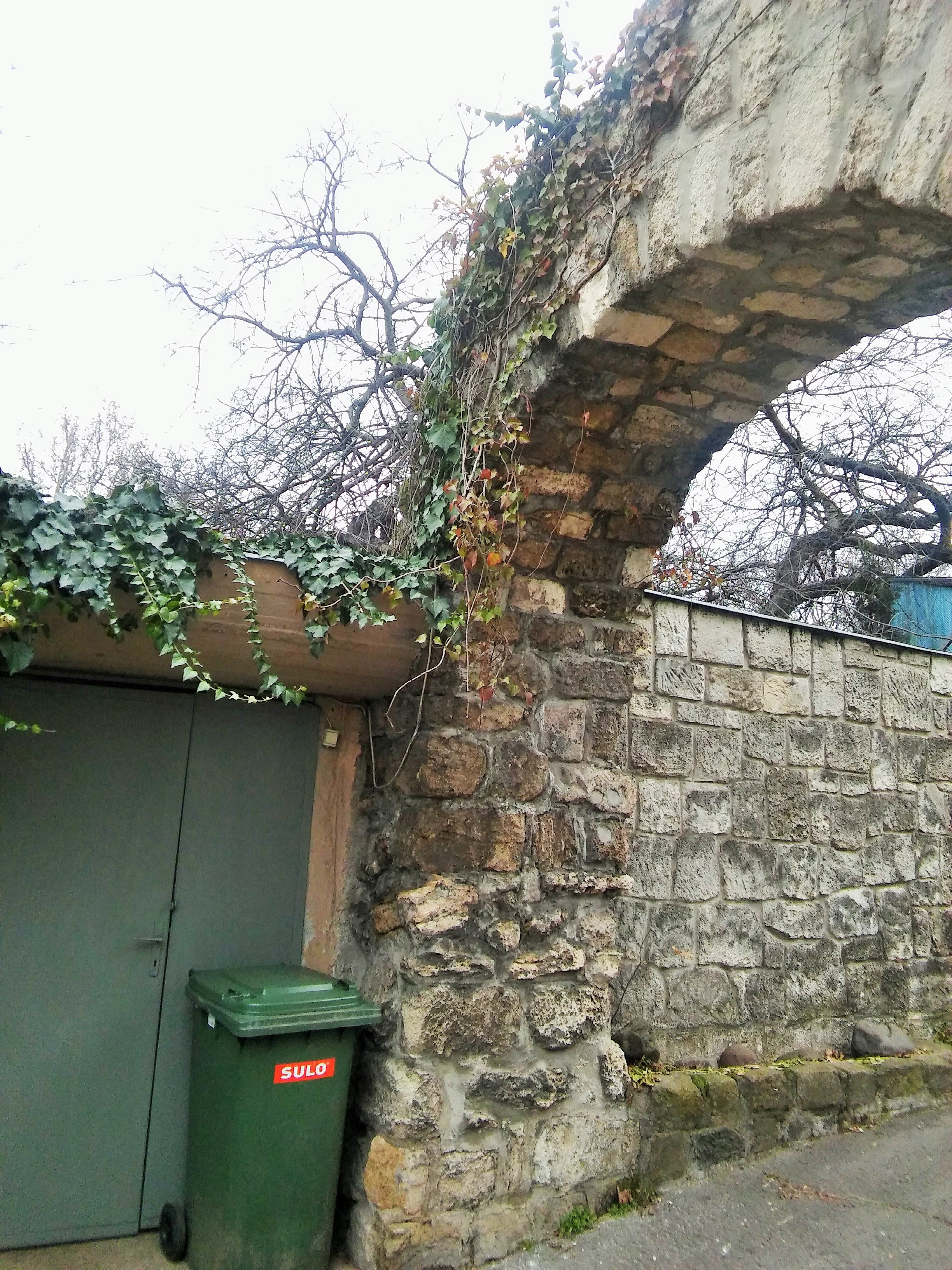
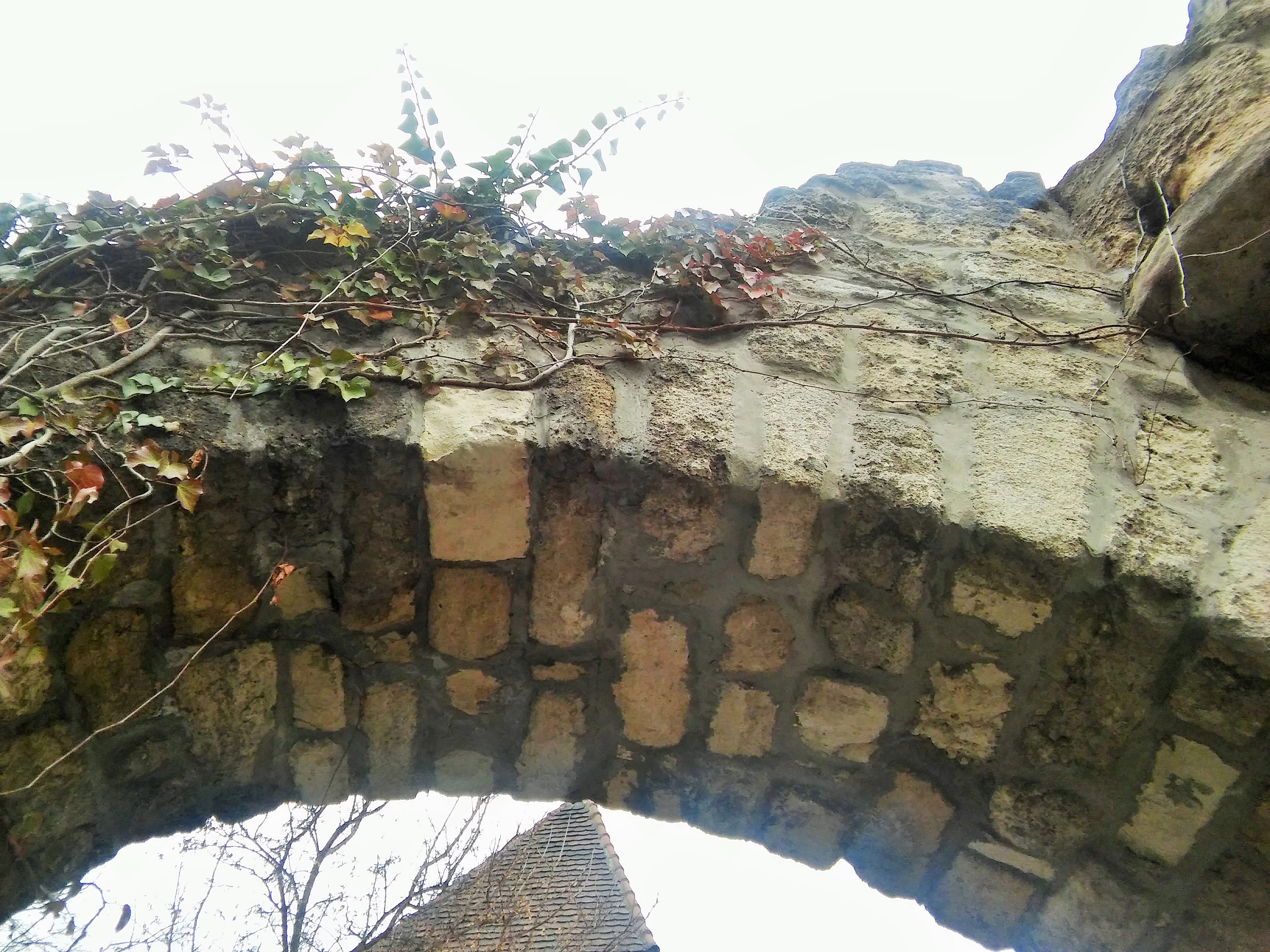
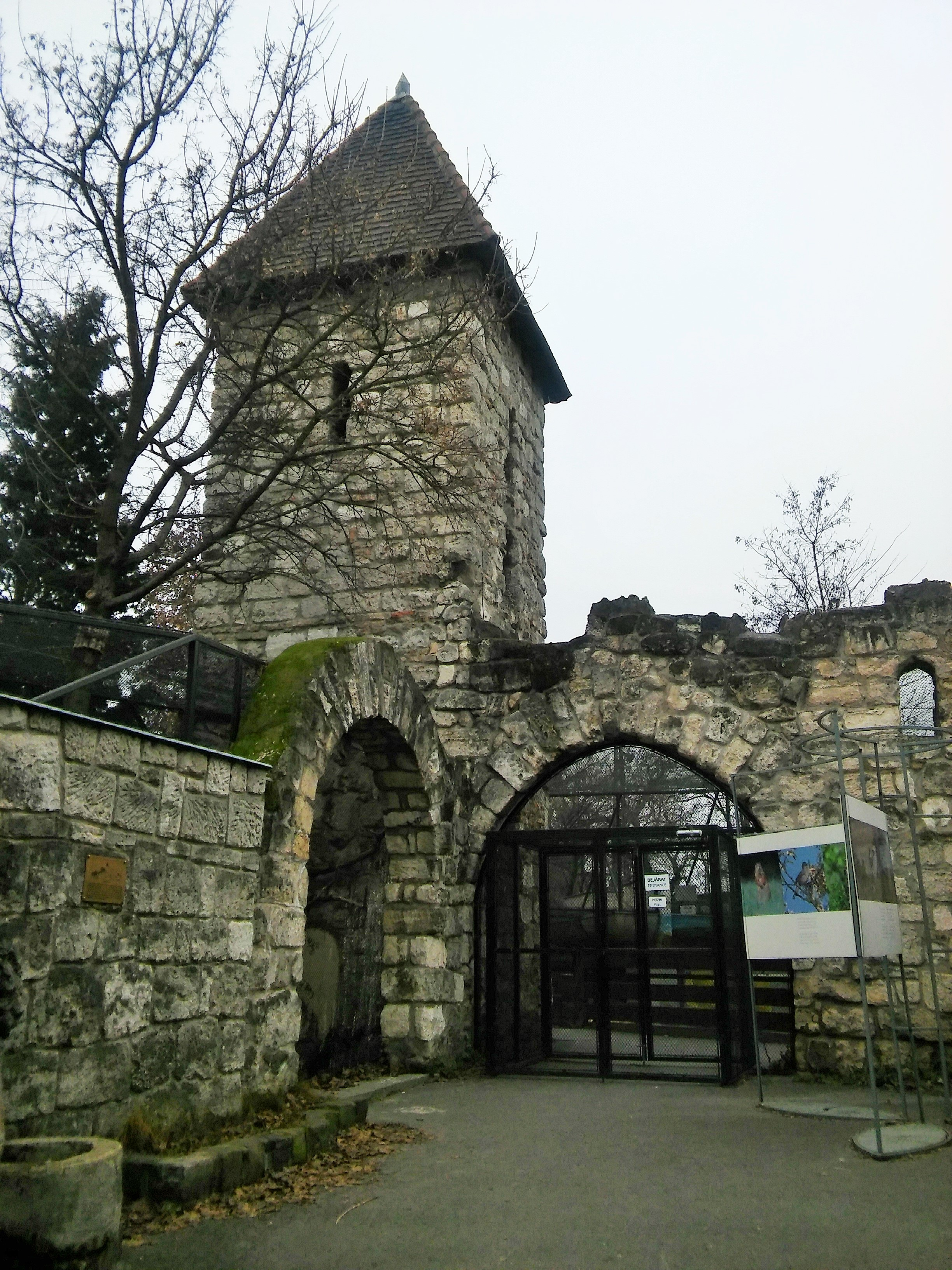
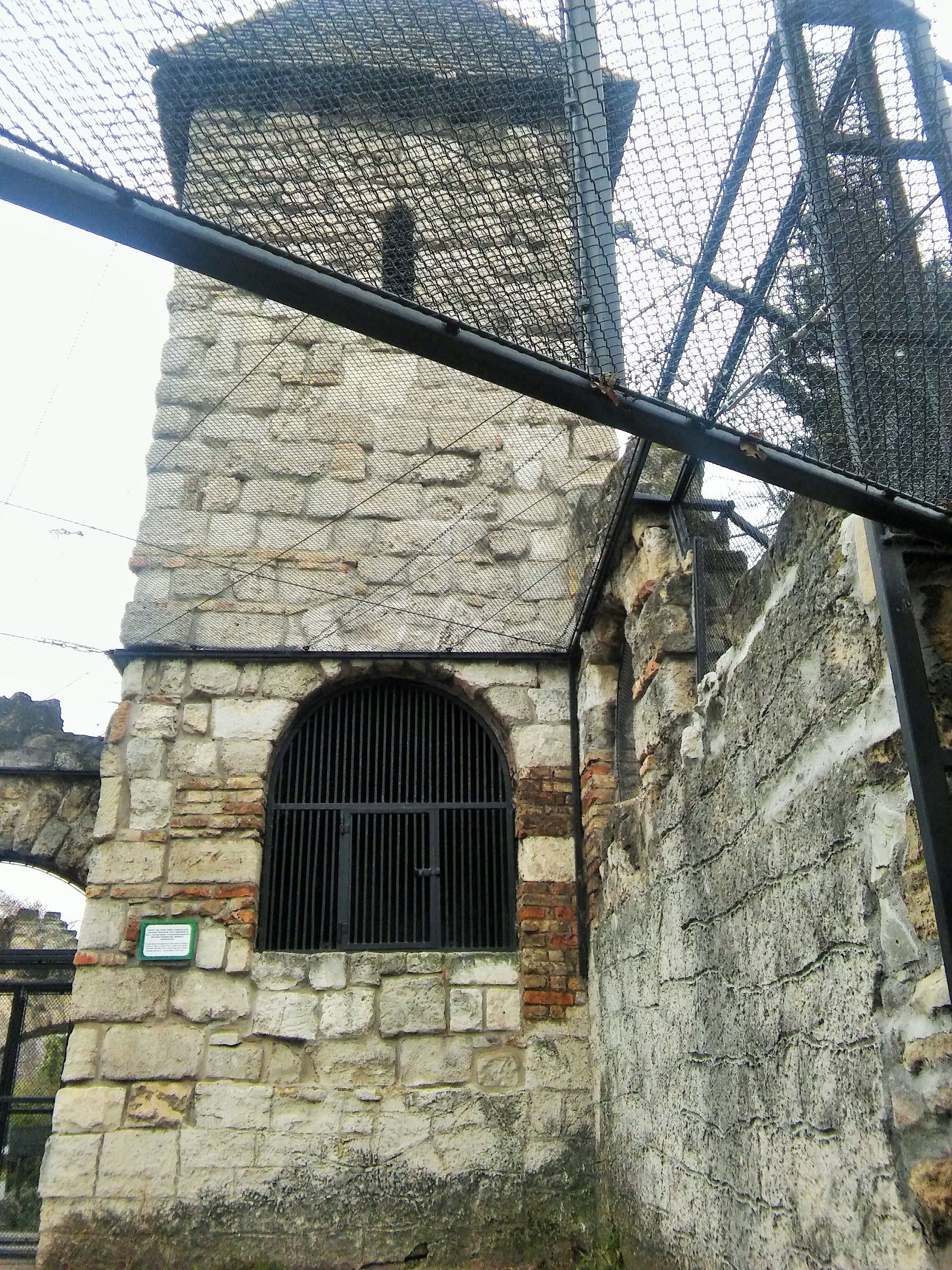
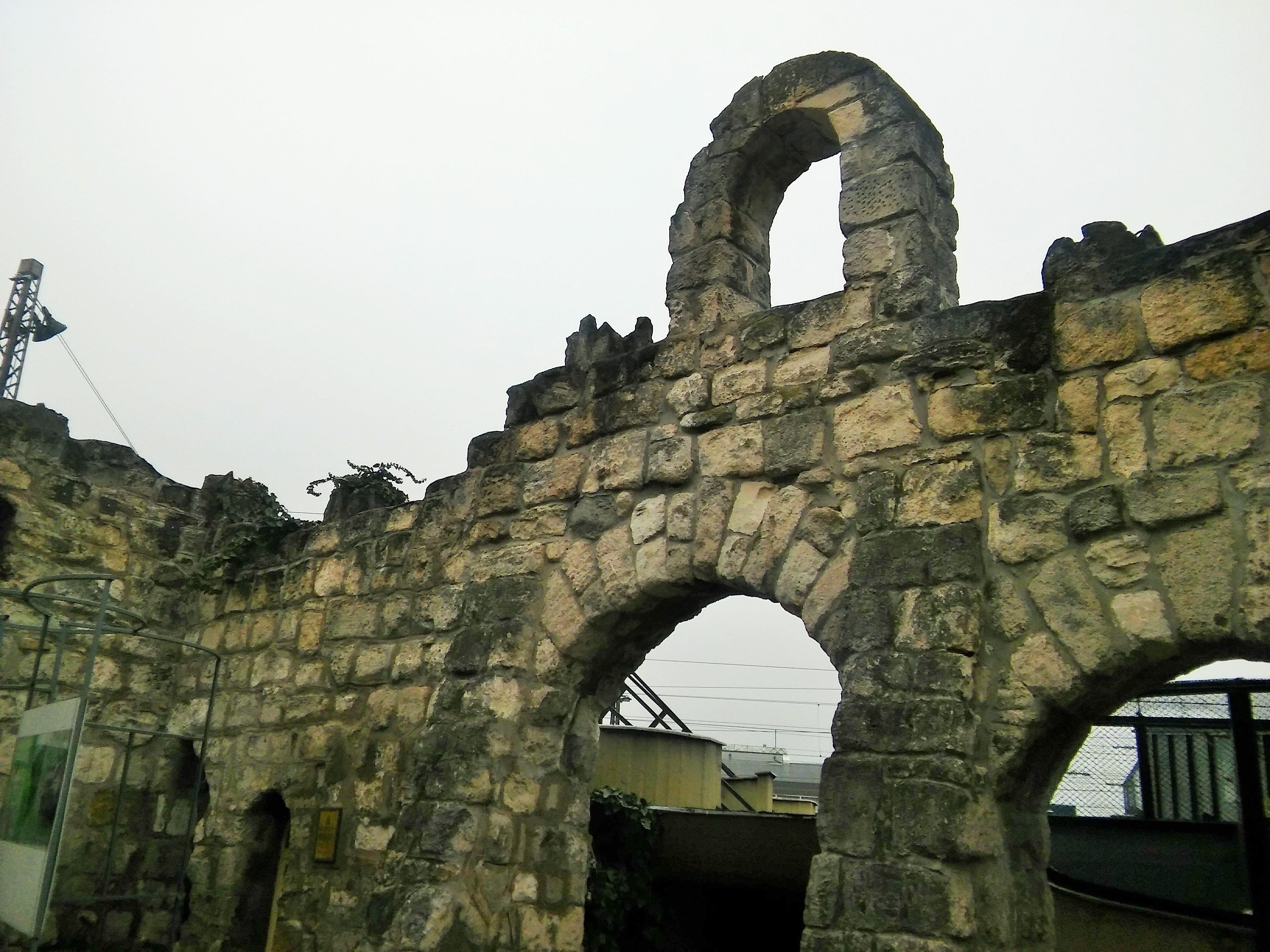
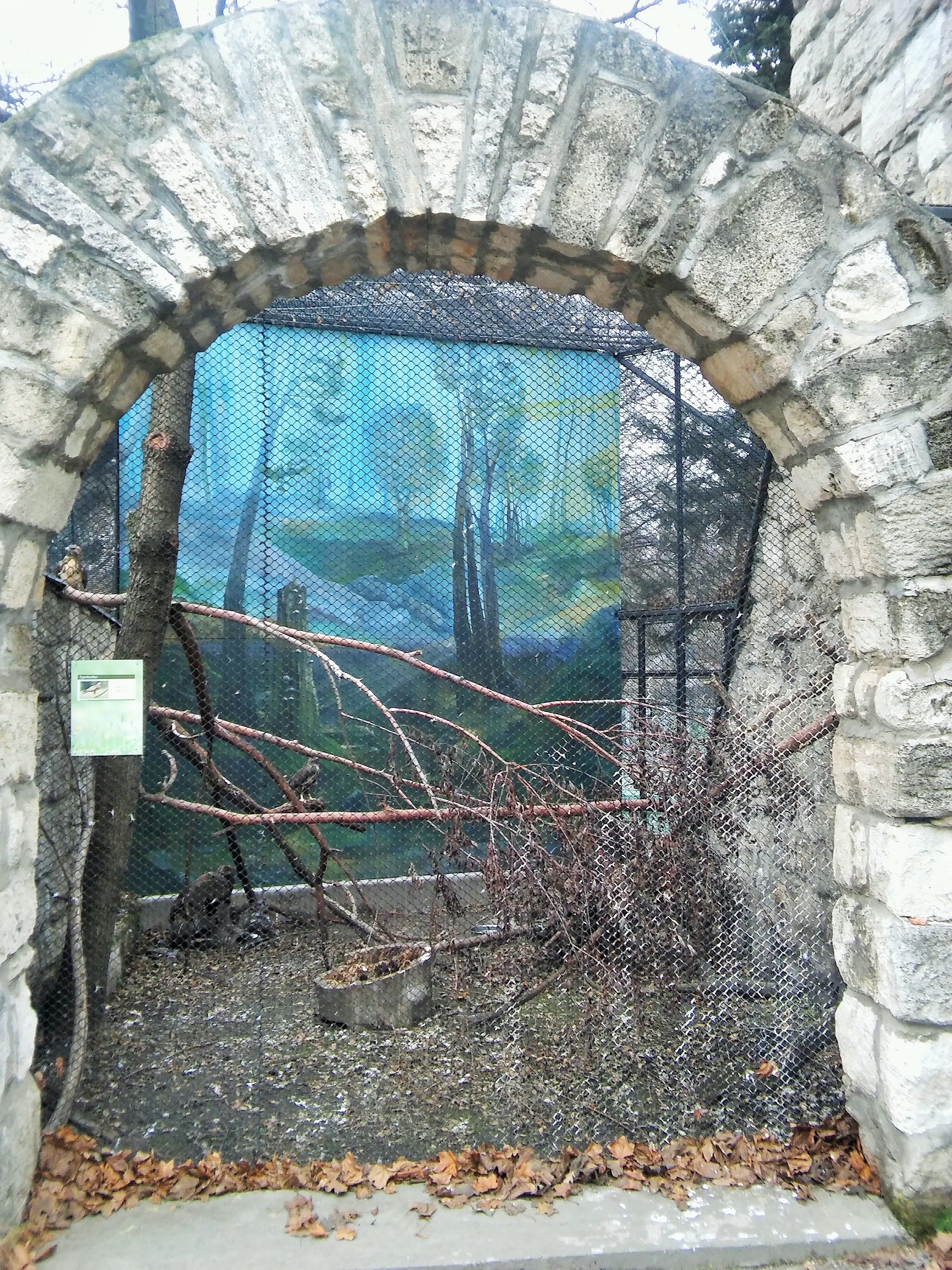
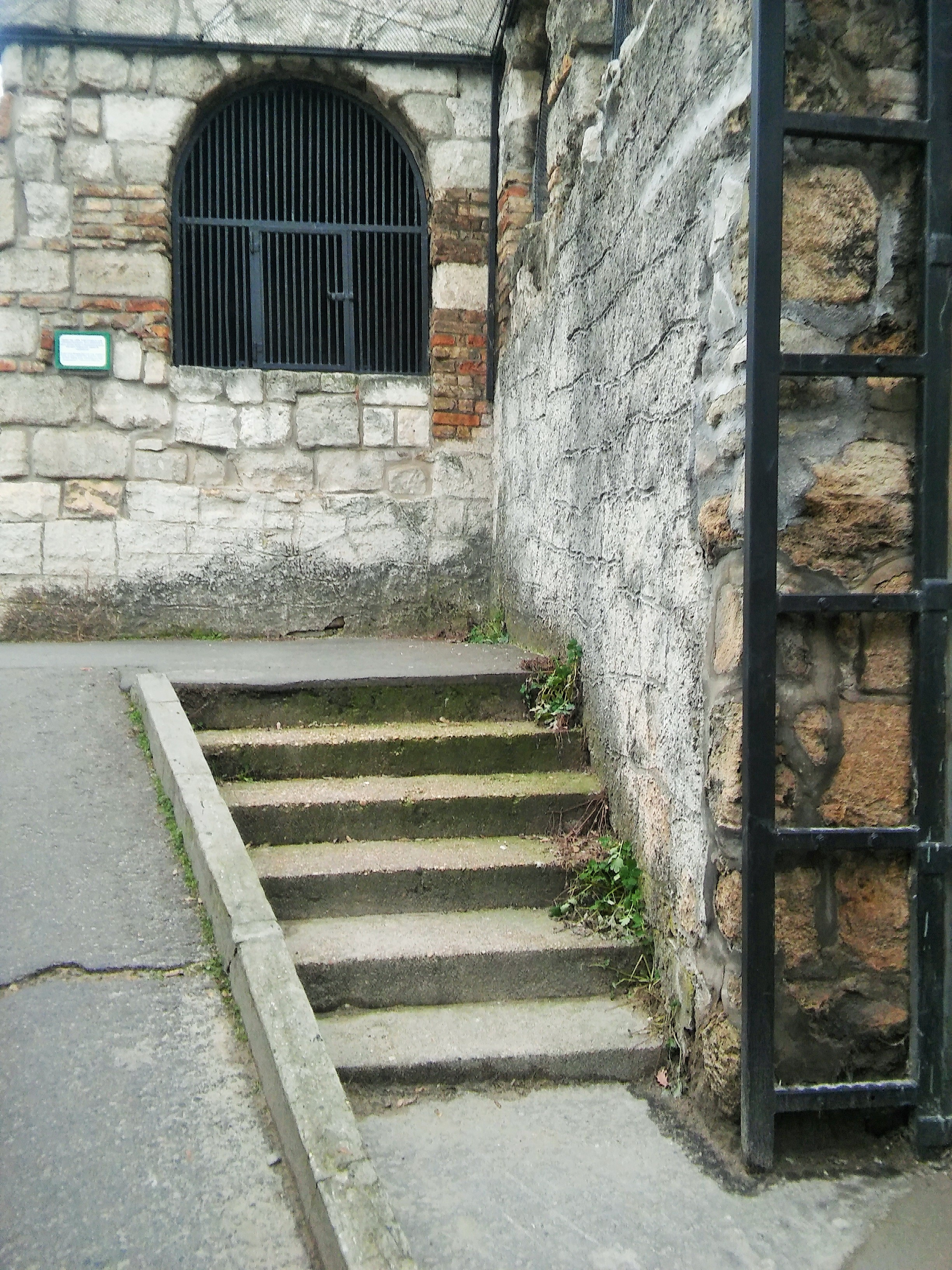
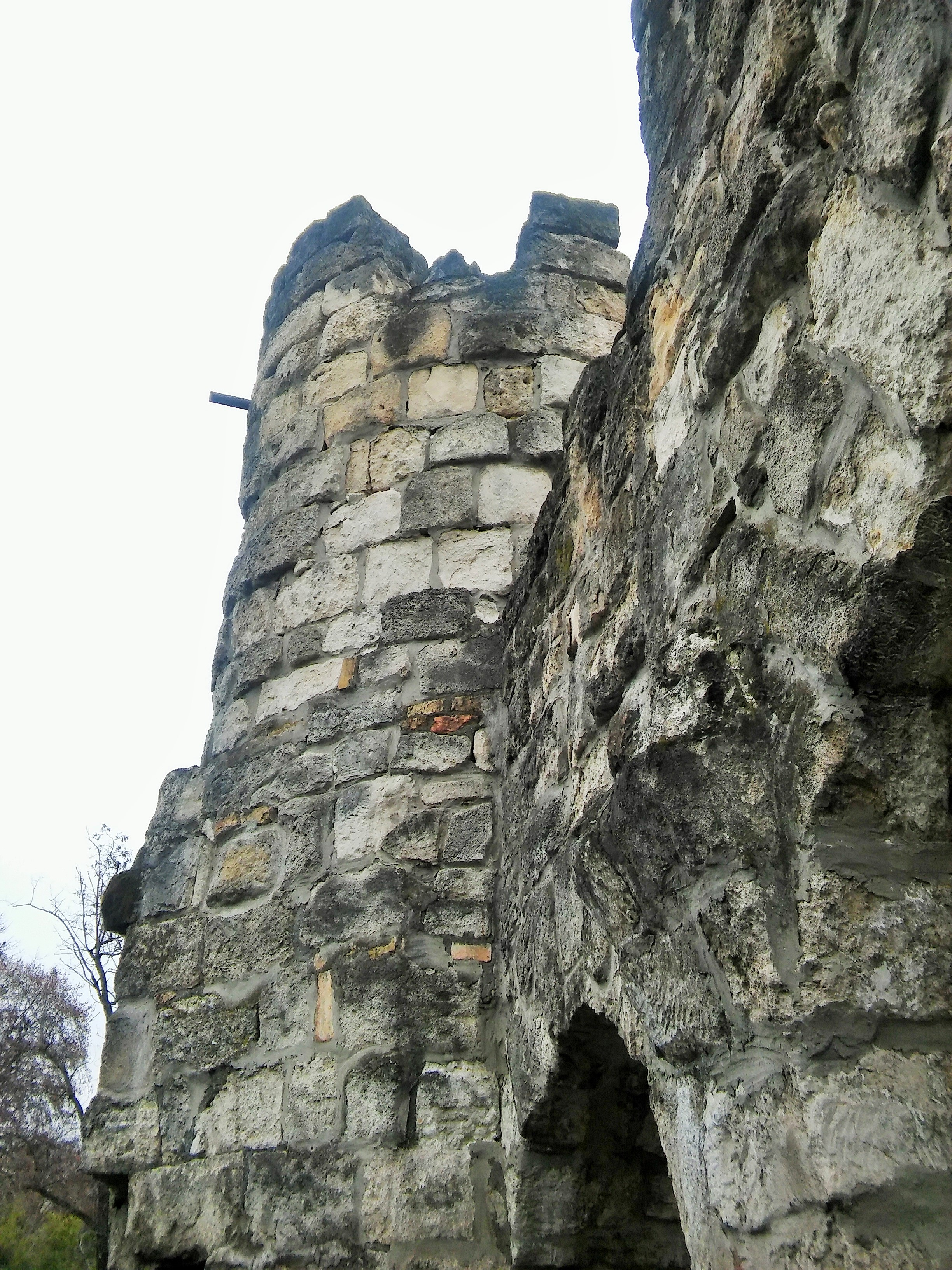

## Külső hivatkozások
- Megújulás a Bagolyvártól a Pálmaházig. zoobudapest.com. (Hozzáférés: 2021. december 13.)